# Love You To
Love You To (Harrison) är en låt av The Beatles från 1966.

## Låten och inspelningen
Denna traditionellt indiska låt blev mer eller mindre ett solonummer för George Harrison vilken snabbt utvecklade sitt kunnande inom äldre indisk musik. Paul McCartney deltar (kanske) på stämsång och Ringo Starr sköter en tamburin men i övrigt är det indiska musiker som ackompanjerar George på detta nummer, som han jobbade med 11 och 13 april 1966. Musikerna var inhyrda från North London Asian Music Circle men namnen på samtliga (utom tablaspelaren Anil Bhagwat) är okända då troligen ingen skrev ned det vid inspelningstillfället. Textmässigt kan Harrison också sägas ha utvecklats jämfört med tidigare alster. Låten kom med på LP:n Revolver, som utgavs i England och USA 5 augusti respektive 8 augusti 1966. 
Något som är oklart kring låten är titeln och dess innebörd. Ingen vet riktigt vad Harrison menade med låttiteln.